# Luís de Meneses, 2.º Conde de Tarouca
D. Luís de Meneses (c. 1570 - outubro de 1614, Tânger) foi o segundo Conde de Tarouca e Governador de Tânger.
D. Luís era o filho segundo de D. Duarte de Meneses, que também tinha sido governador de Tânger.

## Conde de Tarouca
Foi segundo Conde de Tarouca, sendo tataraneto do primeiro, (João de Meneses). O  filho (Duarte de Meneses, governador da Índia, e também capitão de Tânger) e neto (João de Meneses, também capitão de Tânger), deste último sucederam no senhorio de Tarouca mas não no título. Ao bisneto, D. Duarte de Menezes, foi-lhe renovado por D. Filipe II o título de conde de Tarouca, que fora de seu bisavô, mas recusou por pretender o condado de Viana.

## Capitão de Tânger
Afonso de Noronha, capitão de Tânger tendo manifestado a vontade de voltar para Portugal, foi nomeado D. Luís para aquela praça, em 1614 :
«Succedeolhe D. Luiz de Menezes, Conde de Tarouca, que poucos mezes depois morreo de doença nesta propria cidade. O tempo que governou, que foy de Junho até Outubro, continuou a paz, e socego (...) Celebrarãoselhe as exequias mais solemnes pelas lagrimas do povo, que pelas pompas, e apparato, e o corpo se passou ao reyno ao enterro de seus mayores. Em lugar do Conde foy elleito pelo Povo D. Luiz de Noronha seu genro, que com elle tinha vindo.»

## Descendência
D. Luís casou duas vezes. A primeira com Dona Joana Henriques (ou Inácia), filha de D. Sebastião (ou Bastião) de Sá de Meneses, governador de Sofala, e tiveram :
- Dona Juliana de Meneses, esposa de D. Luís de Noronha (D. Luís de Noronha e Menezes, 7º marquês de Vila Real), filho segundo do duque de Vila-Real, com posteridade ;

A segunda com dona Lourença da Silva (ou Lourença Henriques da Silva), filha de Vasco Martins Moniz, senhor de Angeja, da qual têve :
- D. Duarte Luís de Meneses, 3.° conde de Tarouca ( «foi nomeado governador de Ceuta por João IV, rei de Portugal ; mas em vez de passar a seu governo, foi para Espanha no mez de Fevereiro de 1641, com a condessa sua esposa e todos seus filhos. Filipe IV, rei Catolico o nomeou general da cavalaria do exercito de Andalucia, onde morreu em 1646[2]») ;
- D. João de Meneses, «que fazendo seus estudos em Coimbra perdeu o juizo[3]» ;
- D. Pedro de Meneses que morreu sem posteridade ;
- Dona Violante de Meneses, esposa de D. Lopo da Cunha, senhor de Santar ;
- Dona Estefânia, religiosa em Santa Clara de Santarém ;
- Dona Leonor e Dona Maria, que morreram em tenra idade.